# Nothrus corticalis
Nothrus corticalis är en kvalsterart som beskrevs av Karpelles 1893. Nothrus corticalis ingår i släktet Nothrus och familjen Nothridae. Inga underarter finns listade i Catalogue of Life.